# Chassignelles
Chassignelles är en kommun i departementet Yonne i regionen Bourgogne-Franche-Comté i norra Frankrike. Kommunen ligger i kantonen Ancy-le-Franc som tillhör arrondissementet Avallon. År 2022 hade Chassignelles 300 invånare.

## Befolkningsutveckling
Antalet invånare i kommunen Chassignelles
| Referens: INSEE |